# Wapen van Katwijk

Het wapen van Katwijk

Het wapen van Katwijk (1817 - 2008)

Het wapen van Katwijk is op 11 september 2008 toegekend, nadat door toevoeging van Rijnsburg en Valkenburg behoefte was aan een nieuw wapen.

## Geschiedenis
Het eerste wapen werd op 24 december 1817 door de Hoge Raad van Adel aan de gemeente Katwijk toegekend. Het bestond uit een blauw andreaskruis op een zilveren ondergrond. Een verklaring voor het wapen is dat sint Andreas beschermheilige is van de vissers. Er zijn bronnen die een ander wapen voor de gemeente geven, dat is afgeleid van de familie van Polanen en/of Wassenaar.
Na samenvoeging met Rijnsburg en Valkenburg was er behoefte aan een nieuw wapen. De gemeente wilde in eerste instantie het oude wapen handhaven en de wapens van de voormalige gemeenten als dorpswapen invoeren. Naderhand werden drie ontwerpen aan de Hoge Raad voor Adel voorgelegd, een gevierendeeld wapen waarin elementen uit alle wapens waren opgenomen. Deze voorstellen werden alle drie verworpen, omdat het ontwerp te druk zou zijn. Er werden drie tegenvoorstellen gedaan:
1. het oude wapen handhaven, maar dan gedekt met de normale kroon voor gemeenten (3 bladeren en twee parels)
2. een wapen met een schuinkruis, waarop een hartschild met een dubbele toren
3. een nieuw ontwerp, gebaseerd op het oude wapen van het marinevliegkamp Valkenburg

De gemeenteraad koos het tweede ontwerp.

## Blazoen

### Wapen uit 1817
De beschrijving van het eerste wapen van Katwijk luidt als volgt: "Zijnde van zilver beladen met een sautoir van lazuur.", wat zo veel wil zeggen als een wit vlak met daarop een blauw andreaskruis.

### Wapen uit 2008
De beschrijving luidt als volgt: "In zilver een schuinkruis van azuur en in een hartschild van goud een dubbele burcht van keel, beide delen met vier kantelen, geopend van het veld met een opgetrokken valhek van sabel, en verlicht van sabel. Het schild gedekt met een gouden kroon van drie bladeren en twee parels.".
Over het oude wapen heen is een gouden (geel) hartschild geplaatst met daarin een rode toren en het wapen is nu voorzien van een kroon.

## Verwante wapens

Het wapen van Rijnsburg
Het wapen van Valkenburg